# Gordon Reid (Gouverneur)
Gordon Stanley Reid (* 22. September 1923 in Sydney, Australien; † 26. Oktober 1989 in Perth) war ein australischer Politologe, Professor der Politikwissenschaft und von 1984 bis 1989 Gouverneur des Bundesstaats Western Australia.

## Leben
Reid wurde 1923 in Hurstville, einem Stadtteil im Südwesten von Sydney, geboren. Während des Zweiten Weltkriegs diente er in England als Offizier bei der Royal Australian Air Force und lernte seine Frau Ruth kennen. Nach dem Krieg studierte er an der London School of Economics und arbeitete anschließend in der Verwaltung des australischen Repräsentantenhauses. Später promovierte er an der London School of Economics und der University of Oxford.
Ab 1966 arbeitete Reid als Professor an der University of Western Australia in Perth und der University of Adelaide. Von 1978 bis 1982 war er Vizekanzler der University of Western Australia.
1984 wurde er zum Gouverneur von Western Australia ernannt.
Im August 1989 trat er aufgrund eines Krebsleidens, dem er noch im Oktober desselben Jahres erlag, vom Posten des Gouverneurs zurück.

## Veröffentlichungen (Auswahl)
- The politics of financial control (1966)
- Out of the Wilderness: the Return of Labor (1974)
- The Western Australian elections (1974)
- The Premiers of Western Australia, 1890–1982 (1982)

## Auszeichnungen
- Companion of the Order of Australia